# 王通 (南朝)
王通（503年—574年），字公达，琅邪临沂人。

## 生平
王琳娶梁武帝的妹妹义兴长公主，有子九人，并知名。王通梁朝初任国子生，举明经，为秘书郎、太子舍人。王通以梁武帝外甥封武陽亭侯，歷官为王府主簿、限外记室参军、司徒主簿、太子中庶子、骠骑庐陵王府给事中郎、中权何敬容府长史，官至給事黃門侍郎，因事免官。侯景之亂时，王通逃到江陵，梁元帝以为散骑常侍，守太常卿。自侯景乱后，建康宫室，都被焚烬，王通兼起部尚書，回京师，专管缮造。江陵陷落于西魏，萧方智承制以王通为吏部尚书。绍泰元年，加侍中，吏部尚书如故，官至尚书右仆射，吏部如故。陈霸先受禅建立南陈，王通迁左仆射，侍中如故。陈文帝嗣位，领太子少傅。天康元年，为翊右将军、右光禄大夫，量置佐史。陈废帝即位，号安右将军，又领南徐州大中正。太建元年，迁左光禄大夫。太建六年，加特进，侍中、将军、光禄、佐史并如故。未拜而卒，时年七十二岁。
诏赠本官，谥号成，葬日给鼓吹一部。

## 家族
祖父王份为梁朝左光禄大夫。父王琳，官司徒左長史。弟王质、王固。

## 延伸阅读
[在维基数据编辑]
 《陳書·卷17》，出自姚思廉《陳書》